# Silene gillettii
Silene gillettii är en nejlikväxtart som först beskrevs av William Bertram Turrill, och fick sitt nu gällande namn av Michael George Gilbert. Silene gillettii ingår i släktet glimmar, och familjen nejlikväxter. Inga underarter finns listade i Catalogue of Life.